# Kingdom Arena
La Boulevard Hall (in arabo قاعة البوليفارد‎?, conosciuta anche come Kingdom Arena (in arabo المملكة أرينا‎?) per ragioni di sponsorizzazione, è uno stadio di calcio situato a Riad, in Arabia Saudita. Ospita le partite interne dell'Al-Hilal.

## Storia
La Boulevard Hall è stata costruita in 180 giorni e ha una capienza di 30 000 spettatori, inclusi 20 skybox. Lo stadio è dotato di un tetto retrattile e di un jumbotron sospeso.
La partita d'inaugurazione, disputata il 29 gennaio 2024, è stata un'amichevole tra l'Al-Hilal e l'Inter Miami, vinta dal club saudita per 4-3.
L'8 febbraio 2024 lo stadio ha ricevuto due Guinness World Records come stadio di calcio al coperto più grande e stadio al coperto con la maggiore capienza.